# Колешти (Бихор)
Колешти (рум. Colești) насеље је у Румунији у округу Бихор у општини Вашкау. Oпштина се налази на надморској висини од 456 m.

## Становништво
Према подацима из 2002. године у насељу је живело 200 становника, од којих су сви румунске националности.